# Emmy Stein
Emmy Stein (* 21. Juni 1879 in Düsseldorf; † 21. September 1954 in Tübingen) war eine deutsche Botanikerin und Genetikerin.

## Leben und Wirken
Nach einer Ausbildung an der Gartenbauschule in Berlin-Marienfelde studierte sie an der Universität Jena und wurde 1913 bei Ernst Stahl promoviert. Bereits während des Ersten Weltkriegs kam sie zu Erwin Baur, der den ersten Lehrstuhl für Genetik in Deutschland innehatte. Sie war zusammen mit Elisabeth Schiemann und Luise von Graevenitz (1877–1921) dessen Assistentin.
Emmy Stein war von 1923 bis 1939 Baurs Mitarbeiterin am Kaiser-Wilhelm-Institut für Biologie in Berlin. Mit ihrer Arbeit Radiumstrahlen auf Antirrhinum hat sie 1921 erstmals auf einer Tagung berichtet, dass ionisierende Strahlung auf Organismen eine mutagene Wirkung hat.
Sechs Jahre später entdeckte Hermann Joseph Muller dieselbe Wirkung an Drosophila – er bekam den Nobelpreis für Physiologie oder Medizin für seine Leistung.
Ab 1940 arbeitete Emmy Stein bei Fritz von Wettstein über hormonale Beeinflussung zwischen Pfropfreis und Unterlage mit Radium-Mutanten und zog 1948 mit dem zunächst nach Hechingen, später nach Tübingen verlegten Institut, wo sie bis zu ihrem Tode arbeitete.
Emmy Stein gehört zusammen mit Paula Hertwig (1889–1983) und Elisabeth Schiemann (1881–1972) zu den Biologinnen, die sich nicht nur große Verdienste um die Genetik erworben haben, sie ragen auch als Persönlichkeiten heraus, die in der „ersten Stunde“ dieser neuen Wissenschaft von der Vererbung dabei waren.

## Schriften
- Über den Einfluß von Radiumbestrahlung auf Antirrhinum. In: Zs. F. ind. Abst. U. Vererbungslehre. Band 29, 1922, S. 1–15.
- Untersuchungen über die Radiomorphosen von Antirrhinum. In: Zs. F. ind. Abst. U. Vererbungslehre. Band 43, 1926, S. 1–87.
- Weitere Analysen der Gruppe A von den durch Radiumbestrahlung veränderten Erbanlagen bei Antirrhinum. In: Zs. F. ind. Abst. U. Vererbungslehre. Band 69, 1926, S. 303–326.
- Weitere Mitteilungen über die durch Radiumbestrahlung induzierten Gewebeentartungen im Antirrhinum (Phytocarcinome) und ihr erbliches Verhalten. In: Biol. Zbl. Band 50, 1930, S. 129–155.